# Lilyala
Ne doit pas être confondu avec Lilyalla.
Lilyala est une localité située dans le département de Yargo de la province du Kouritenga dans la région Centre-Est au Burkina Faso.

## Santé et éducation
Le centre de soins le plus proche de Lilyala est le centre de santé et de promotion sociale (CSPS) de Yargo tandis que le centre médical avec antenne chirurgicale (CMA) se trouve à Koupéla.